# John Maus
För den amerikanska gitarristen/sångaren, född John Maus, se John Walker (musiker).
John Maus, född 23 februari 1980 i Austin, är en amerikansk avantgarde-musiker. Med en start som keyboardist med Panda Bear och Ariel Pink gick han i början på 2000-talet istället på sin solokarriär och har hittills släppt tre studioalbum. Han är känd för sina eklektiska samplingar, "en nästan absurd blandning - en stand-off mellan spänd, basdriven postpunk, electropop och tack vare chants och den dystra intoningen; medeltida och gregoriansk disco".

## Biografi
John Maus föddes i februari 1980 i Austin i Minnesota. Efter att ha börjat experimentera med musik i tidig ålder var hans första försök starkt influerat av Nirvana och filmmusik från 1980-talet, såväl som klassiska stycken av medeltida musik och barockmusik. Han studerade senare musik vid California Institute of the Arts. Han fortsatte sedan att studera filosofi vid European Graduate School i Saas-Fee, Schweiz för att arbeta mot en doktorsexamen i politisk filosofi. Som student var han intresserad av experimentell musik och performance, som t.ex. Michael Pisaros verk. När han träffade Ariel Pink och började arbeta tillsammans med honom tog han upp ett större intresse för popmusik.

## Stil
Maus är känd för den energi och intellektuellt avancerade sammansättningen som framhävs i hans framträdanden. Granskare och kritiker citerar ofta hans ohämmade personlighet. Han hoppar ofta runt på scenen, skriker, sliter i sina kläder och slår sig själv.
En recension i The Guardian av en konsert i London framhävde honom som en "våldsam teoretiker" i synnerhet med tanke på hans citat av Alain Badiou i titeln på hans album We Must Become The Pitiless Censors Of Ourselves. Recensionen anmärkte också på den fysiska karaktären av hans liveshower: "Prowling the stage alone like a patient who has given his care nurse the slip, Maus pogos, head-bangs and gives vent to a succession of feral howls as he jack-knifes at the waist, singing over pre-recorded tapes in what he self-effacingly describes as his 'karaoke show'". Charles Ubaghs recension för BBC anmärkte på de filosofiska undertoner av Maus verk: "...behind these retro overtones is a desire to explore our modern relationships with pop, and its impact on our wider philosophical and cultural lives".

## Diskografi

### Studioalbum
- 2006 – Songs
- 2007 – Love Is Real
- 2011 – We Must Become the Pitiless Censors of Ourselves
- 2017 – Screen Memories
- 2018 – Addendum

### Samlingsalbum
- 2012 – A Collection of Rarities and Previously Unreleased Material

### Underground-utgivningar
- 1991: The Janitor's First LP (Med Sam Anderson och Cory Boik)
- 1992: The Janitor's Second LP (Med Sam Anderson och Cory Boik)
- 1993: A Janitor's EP (Med Sam Anderson och Cory Boik)
- 1994: Early Songs 1, (Med Cory Boik)
- 1995: Early Songs 2
- 1996: Early Songs 3
- 1997: Early Songs 4
- 1998: Mass Appeal (Med Tony Alonso Ensemble)
- 1998: The Mystery Molasses LP (Med Ian Stahl, Jay Jensen, Gabe Schlake och Jess Bednar)
- 1998: Early Songs 5
- 2000: Fish With Broken Dreams
- 2000: Love Letters From Hell
- 2001: Snowless Winters EP
- 2003: I Want to Live
- 2011: Demos (Demoversioner på låtar som inte blev inkluderade på We Must Become The Pitiless Censors Of Ourselves)